# Colletidae
Colletidae trata-se de uma família de abelhas de pequeno porte, muito mais abundantes na Austrália, e bem pouco estudadas na América do Sul. São por vezes chaadas de abelhas plastificadoras, (do inglês plasterer bees ou ainda polyester bees) por conta da textura adquirida pelas estruturas que constróem como ninhos.

## Morfologia
Apresentam corpo escuro ou amarelo, e de aparência intermediária entre uma vespa e uma abelha, bastante pequenas. Apresentam a típica lingua (glossa) das abelhas, mas mais curta e engrossada, podendo ser bilobada. Labro mais largo do que longo, com margem apical bordeada por setas; apresentam uma sutura subantenal, e normalmente o sulco episternal bem distendido abaixo do sulco escrobal. Propodeo sem setas, escopa pode ou não estar presente.

## Biologia Geral e Diversidade
São pequenas abelhas com aparência de vespas, que constroem ninhos que parecem de celofane. A família inclui mais de 2000 espécies, distribuídas por 54 gêneros, em que praticamente todas são essencialmente solitárias, exceto Amphylaeus morosus, que é social. No entanto, muitas destas espécies nidificam em grupos, em graus gregários de sociedade. Duas subfamílias, Euryglossinae e Hylaeinae, não apresentam as estruturas típicas de abelhas que coletam pólen (as escopas) , carregando pólen no papo. A maioria das espécies parecem preparar uma massa liquefeita de pólen para alimentarem suas larvas.
Estas abelhas ocorrem internacionalmente, mas são mais diversas na América do Sul (com cerca de 15% das espécies) e, principalmente, na Australia, onde mais da metade da espécies de abelhas nativas são Colletidae. Na Europa, apenas os gêneros Colletes e Hylaeus estão presentes, que são, juntamente com Caupolicana, Eulonchopria e Ptiloglossa, os gêeneros ocidentais atuais. A Australia ainda inclui Euhesma, Euryglossa e Callohesma. Subdividem-se em dois grandes grupos: aquelas que apresentam densa pilosidade e escopas (Colletinae e Diaphaglossinae) e aquelas que são de pilosidade mais rala ou desnuda, mais semelhantes a vespas (Euryglossinae, Hylaeinae, Xeromelissinae). A biologia das espécies neotropicais é pouco compreendida; acredita-se que a maioria têm hábitos diurnos. As abelhas com cabeças maiores como Cadegualina andina são relacionadas a visitação de flores mais profundas. As abelhas do gênero Colletes tipicamente nidificam no solo, e algumas em galhos caídos secos. A nidificação em ramos ocos e secos ilustram a necessidade ecológica de diversidade vegetal para albergar estas abelhas nativas. 
Por conta de sua distribuição biogeográfica e misto de características de vespas com de abelhas, esta família era creditada por muitos autores como sendo a mais basal dentre todas demais linhagens viventes de abelhas, onde seriam derivadas de alguma linhagem de dentro de Crabronidae (prováveis ancestrais das abelhas), mas estudos de biologia molecular apontam Melittidae (sensu lato) como o mais provável grupo basal das abelhas. A monofilia da família centra-se na morfologia única da glossa (que gera uma substância plástica única, na construção dos ninhos) e do esternito 7 dos machos. 

## Taxonomia e sistemática
- Subfamily Colletinae — Mundiais
  - Tribe Paracolletini
    - Brachyglossula
    - Callomelitta
    - Chrysocolletes
    - Eulonchopria
    - Glossurocolletes
    - Hesperocolletes
    - Leioproctus
    - Lonchopria
    - Lonchorhyncha
    - Neopasiphae
    - Niltonia
    - Paracolletes
    - Phenacolletes
    - Trichocolletes

  - Tribe Colletini
    - Colletes (maior gênero em número de espécies)
    - Mourecotelles

  - Tribe Scraptrini
    - Scrapter
- Subfamily Diphaglossinae — Novo Mundo
  - Tribe Caupolicanini
    - Caupolicana
    - Crawfordapis
    - Ptiloglossa

  - Tribe Diphaglossini
    - Cadeguala
    - Cadegualina
    - Diphaglossa

  - Tribe Dissoglottini
    - Mydrosoma
    - Mydrosomella
    - Ptiloglossidia
- Subfamily Xeromelissinae — America Central e do Sul
  - Chilicola (contém 80% das espécies da subfamília)
  - Chilimelissa
  - Geodiscelis
  - Xenochilicola
  - Xeromelissa (mais de clima frio de altitude)
    - Subfamily Hylaeinae — Mundiais, muito pequenas e parecem vespinhas
      - Amphylaeus
      - Calloprosopis
      - Hemirhiza
      - Hylaeus (contém 80% das espécies da subfamília)
      - Hyleoides
      - Meroglossa
      - Palaeorhiza
      - Xenorhiza

    - Subfamily Euryglossinae — Australianas
      - Brachyhesma
      - Callohesma
      - Dasyhesma
      - Euhesma
      - Euryglossa
      - Euryglossina
      - Euryglossula
      - Heterohesma
      - Hyphesma
      - Melittosmithia
      - Pachyprosopis
      - Sericogaster
      - Stenohesma
      - Tumidihesma
      - Xanthesma